# 日高央
日高 央（ひだか とおる、1968年6月5日 - ）は、千葉県出身の日本のミュージシャンである。本名同じ。
ギターポップ・バンドPESELA-QUESELA-INとして1992年にインディーズデビューし、1990年代末、お面を被ることで匿名性を逆手にとったロック・バンド、BEAT CRUSADERS（ビート・クルセイダーズ）のボーカル・ギターとして広く知られるようになり、素顔を隠して活動するアーティストの先駆けとなる。インディーズとメジャーでリリースを続けながら、同時に様々な音楽プロジェクトを結成したり、他アーティストへの楽曲提供や音楽プロデューサーとしての活動も並行して行う。2013年からはパンク・バンド、THE STARBEMS（ザ・スターベムズ）のボーカルとして素顔を隠さずに活動。
同時にネオ・アコースティックを標榜するソロユニットGALLOW（ガロウ）としても活動中である。
PESELA-QUESELA-INでは日高央、BEAT CRUSADERSインディー期にはhidaka、メジャー期にはヒダカトオルの名義で活動し、THE STARBEMS以降は本来の漢字表記に戻していたが、最近はカタカナ表記も復活し用途にあわせて併用している模様。アーティストの育成にも力を入れており、歌手活動バックアッププロジェクト「Music Planet」のプロデューサーとしても活躍している。

## 歴史
1980年代後半、学生時代の仲間と共にPESELA-QUESELA-IN(ペセラケセライン)というギターポップ・バンドを結成し活動を開始。千葉と都内でのライブ活動を中心に、1992年にインディーズ・レーベルUNDER FLOWER RECORDSのコンピレーションCD等に音源が収録されるも、1997年にはメンバーの就職などで自然消滅的に活動が終了。
1997年、インディーズレーベルのLD&Kで働きながら「BEAT CRUSADERS」のhidakaとして活動開始。
1999年、BEAT CRUSADERSがインディーズデビューを果たす。身分がバレないようお面をすることで話題を集める。
2004年、BEAT CRUSADERSメジャーへ移籍。アニメ「BECK」「BLEACH」「銀魂」など人気作品の挿入歌を手がけて認知が広まり、スペースシャワーTV「STUDIO GROWN」「WORLD RIDE」MCや、ニッポン放送『オールナイトニッポン』のパーソナリティーを務めるなど、数々のメディアやロックフェスなどで活躍の場を広げる。またバンド活動と並行して木村カエラへの楽曲提供や、GOING UNDER GROUND、磯部正文らのプロデュース業なども行うようになる。
2010年、BEAT CRUSADERS散開（敬愛するYMOが解散を散開と表現していたことから引用）後は、10月18日に「ヒダカトオル」としてのソロ活動を開始し、サングラスを着用してメディアに登場するようになる。11月10日に発売されたニューロティカのトリビュートアルバム『ピエロとスイカと88ライダー』のために、ヒダカトオル、カジヒデキ、堂島孝平、アヒト・イナザワの4名から成る「TV MURDERS」を結成（その後、主だった活動はないようなので、アルバムのためのスペシャルバンドだった可能性が高い）。
同年11月15日、プロデュースをした経緯からMONOBRIGHTに正式メンバーとして電撃加入（「結婚」と表現していた）して、アルバム２枚を共同プロデュース。また、ツイッターでの呼びかけをきっかけに、2011年にはFed MUSICと共に「ヒダカトオルとフェッドミュージック」を結成し、シングル『OUR FAVORITE SONGS』(キュビズモ・グラフィコと櫛引彩香とのスプリット・シングル)、アルバム『REPLICA』を発表。
2012年9月23日に行われたいしがきミュージックフェスで「ヒダカトオルとフェッドミュージック」が解散。10月12日にはMONOBRIGHTから年内のツアーをもって脱退（「離婚」と表現していた）することを発表し、同年11月28日、29日の新代田FEVER公演をもって脱退。12月29日に「ヒダカトオル（BAND SET）」として活動していたメンバーと新たにPUNKバンド「THE STARBEMS」の結成を発表し素顔で活動するように。2011年3月11日に起こった東日本大震災の復興活動に示唆される形で結成されたバンドだけに、歌詞のメッセージ性や楽曲のEMOさはそれまでより格段にアップしている。
インタビューやSNSでの発言を見る限り「商業的な音楽への疲れ」や「音楽や楽曲そのものよりもパーソナリティーが重視される傾向に疲れた(いわゆるルッキズムのことを指していると思われる)」といった理由もあって、THE STARBEMSではエンタメ的な要素よりも音楽や楽曲そのものを中心に据えた活動を目指しており、ストイックな表現やライブを行う。
しかしプロデューサーとして関わったアーティストは別物ということでエンタメ的なアプローチをすることも多く、インタビューや音楽番組出演時、特に椎名林檎「逆輸入 〜港湾局〜」発売時のWOWOW特番では饒舌なトークを聞かせたり、夏フェスでギタリストとして参加したTEAM SHACHIのライブでも一部MCを兼任するなどしている。

## プロデュース/楽曲提供/参加作品
※BEAT CRUSADERSなど、所属バンド名義の作品は当該記事参照。
- 木村カエラ - 「Snowdome」「Dive Into Shallow」（後者はシングル「Jasper」カップリング）
- 太田莉菜「Cupcake Love」
- 磯部正文「SIGN INTO DISOBEY」
- 高橋瞳「ウォーアイニー」(アニメ「銀魂」第14期エンディングテーマ)「珈琲ミルク」「ジレンマ」
- つじあやの「ありえないくらい奇跡」(アニメ映画「超劇場版ケロロ軍曹３ ケロロ対ケロロ天空大決戦であります!」主題歌)
- Doping Panda「Lost & Found feat. TORU HIDAKA」
- メロン記念日「DON'T SAY GOOD-BYE」「ALWAYS LOVE YOU」
- GOING UNDER GROUND - 「LISTEN TO THE STEREO!!」(アニメ「家庭教師ヒットマンREBORN!」オープニングテーマ)「MAKE SOME NOISE!!」いずれも共編曲・プロデュース（2010年、シングル表題曲とカップリング）
- PUFFY「Bring it on」
- 電気グルーヴ「少年ヤング」(映画「グミ・チョコレート・パイン」テーマソング)
- Milky Bunny（益若つばさ）「Step by Step」「ふたつの影」
- MAGIC PARTY「DIG ME!」
- SCANDAL「東京スカイスクレイパー」
- Q;indivi「Honesty」
- いきものがかり「How to make it」
- セカイイチ「suck around」
- 栗山千明「New Moon Day」
- SUGIURUMN「Galaxy」「Silver Rain」
- AMOYAMO「MOONSHINE BOY」
- 住所不定無職「MAGIC IN A POP!!!」
- BiS「BiSimulation」
- デーモン閣下「雷電為右衛門」
- バニラビーンズ「ナイト・アンド・フライ」「BOYZ & GIRLZ」「スタイル・アンド・カウンシル」
- 椎名林檎「日和姫」
- STARMARIE「ネットオークションベイビーズ」「Fantastic!」「惑星を翔けるパイロット」
- TeddyLoid「Last Teddy Boy」
- 乙女新党「雨と涙と乙女とたい焼き」(アニメ「ナースウィッチ小麦ちゃんR」エンディングテーマ)
- Gacharic Spin「Don't Let Me Down」(アニメ「ドラゴンボール改」エンディングテーマ)
- カノエラナ「たのしいバストの数え歌」
- 寺島拓篤「working high!」
- WHY@DOLL「Dancin' For Broken Hearts」（未音源化曲）
- 夢みるアドレセンス「LOVE ME IN THE USA」(「超☆汐留パラダイス! 2019 SUMMER」テーマソング)
- 橋爪もも「自己愛性障害」
- LiSA「PROPAGANDA」
- TEAM SHACHI「Rock Away」
- STARMARIE「DEAD」
- FRONTIER BACKYARD「h/e/a/r/t/b/r/e/a/k」
- Mayuki「キミがいるから」
- 爆裂女子「Against the drain」
- 風男塾「生きることは尊いに決まってんだろ」
- DREAM!ing「SEE-SAW FRIENDS」
- ZOC「DON'T TRUST TEENAGER」「STUPiD」
- 常盤ゆう「Smile & Sigh」
- 東京サイコパス「Suicide Society」「ワン＆オンリー上等」「BE WITH YOU」「GODS & DOGS」
- YENMA「Cavalry」「炎天下のサイダー」「拝啓、僕らの夏」
- BiS「BELiEVE」
- くぴぽ「波紋」
- PPPR!!-ピポパロ-「RIOT GIRLS」
- GRATIA-ALA「愛こそ」
- WELIT「DESTRUCTION LADYS」
- 未菜「MUSIC」
- isamikawamura「GOGO MAMA SAN」「SEE YOU NEXT WORLD」

## ライブ
- BEAT CRUSADERS・GALLOW・MONOBRIGHT・THE STARBEMSは割愛。2013年以降は「日高央」名義。

- 2008年08月05日 - only the lonely GO WEST
- 2009年01月22日〜05月12日 - only the lonely GO GO WEST
- 2010年10月08日〜15日 - 磯部正文&ヒダカトオル アコースティック・ツアー『OKASHINA FUTARI』
- 2010年12月27日 - SPC presents ～bootleg theater vol.4～Friends Forever(「ヒダカトオル+磯部正文」として出演)
- 2010年12月31日 - COUNTDOWN JAPAN 10/11
- 2011年03月20日 - MUSIC CUBE 11
- 2011年04月23日 - MUSIC DISTRIBUTION for SENDAI
- 2011年05月03日 - JAPAN JAM 2011(セッションゲストにMONOBRIGHT,中村一義)
- 2011年08月05日 - ROCK IN JAPAN FESTIVAL 2011
- 2011年08月09日 - 氣志團 極東ROCK'N'ROLL HIGH SCHOOL 「なのはなダンシング・オールナイト」
- 2011年10月15日 - MINAMI WHEEL 2011 EXTRA -MIDNIGHT EDITION-
- 2011年12月30日 - COUNTDOWN JAPAN 11/12
- 2012年02月11日 - BAYCAMP 201202(「ヒダカトオルとフェッドミュージック」として出演)
- 2012年02月25日 - DEVILOCK NIGHT THE FINAL
- 2012年03月20日 - SANUKI ROCK COLOSSEUM～BUSTA CUP 3rd round～
- 2012年04月07日 - FACTORY LIVE 0407
- 2012年05月03日 - JAPAN JAM 2012(「ヒダカトオルとフェッドミュージック」として出演)
- 2012年05月20日 - 第36回愛媛大学医学部医学祭
- 2012年06月24日〜07月19日 - ヒダカトオルとフェッドミュージック「REPLICA」TOUR
- 2012年07月26日 - dustbox presents Searching for Freedom TOUR
- 2012年08月05日 - ROCK IN JAPAN FESTIVAL 2012(「ヒダカトオルとフェッドミュージック」として出演)
- 2012年08月11日 - RISING SUN ROCK FESTIVAL 2012 in EZO(「ヒダカトオルとフェッドミュージック」として出演)
- 2012年08月12日 - WORLD HAPPINESS 2012(「ヒダカトオルとフェッドミュージック」として出演)
- 2012年08月24日 - PIRATE SHIP 2012
- 2012年08月26日 - MONSTER baSH 2012
- 2012年09月08日 - OTODAMA'11-'12 ～音泉魂～(「ヒダカトオルとフェッドミュージック」として出演)
- 2012年09月12日・13日・14日 - AIR JAM東北ライブハウス大作戦TOUR
- 2012年09月23日 - いしがきミュージックフェスティバル 2012(「ヒダカトオルとフェッドミュージック」として出演)
- 2012年10月17日 - 800だョ全員集合!!
- 2012年10月20日・21日 - ASPARAGUS 10th ANNIVERSARY "PARACHUTE TOUR"
- 2012年12月02日 - HUSKING BEE『Brand-New Life 2012』tour
- 2012年12月13日 - マキシマム ザ ホルモン/ヒダカトオル“愛媛リベンジ”
- 2012年12月26日 - SILVER GRAY NIGHT ～ロマンスグレーに恋い焦がれ～
- 2012年12月29日 - COUNTDOWN JAPAN 12/13
- 2014年05月17日 - 復興再生米「豊作祈願祭2014」
- 2015年05月28日 - F.A.D YOKOHAMA presents "sarlight" vol.9 -Acoustic Night-
- 2015年12月05日 - OKASHINA FUTARI～梅田編～
- 2015年12月27日 - イケヤ×窓枠×ADAM at 共同企画CD買ってライブに行こう!!Vol.2

## その他
- 「飛田薫」（とびたかおる）名義で音楽ライターもしていたそうで、音楽雑誌「MARQUEE」のレビュー等を担当したり、自身のPESELA-QUESELA-INのインディーズ時代のCDライナーノーツを手がけたりし、JFN系列のラジオ番組「インディーズ地獄」でラジオ・パーソナリティーとしても活動していたとトークイベント等で語っていた。
- 既婚者で(2009年6月5日に公式ブログで結婚を発表)、1児の父(2010年2月14日に公式ブログで第一子誕生を発表)。
- 現在では当たり前となった「顔を隠すアーティスト」の先駆者でもある。インタビュー等によると「フライヤー用にデザインしたドット画の顔をアー写撮影で被ってみたところ、大好きなYMOやDEVOのように匿名的になって面白かったので」BEAT CRUSADERS以降は紙で出来たお面を着用して活動するようになる。ビークル解散後からTHE STARBEMS結成までの期間は、素顔にサングラスを着用して行っていたが、THE STARBEMS以降は完全に素顔で活動するようになる。